# Kepler-107 c
Kepler-107 c est une exoplanète orbitant autour de l'étoile Kepler-107, elle a été découverte en 2014.

## Découverte
Elle a été découverte en 2014 par le télescope spatial Kepler qui a permis d'avoir sa taille : 0,14248 RJ, soit 9960 km de rayon, une fois et demi celui de la Terre. Sa masse a été mesurée par le spectromètre HARPS-Nord, installé sur le Telescopio Nazionale Galileo aux Canaries : 0,02954 MJ, soit 17,7 fois plus massive que la Terre.

## Formation
La masse de la planète est 3 fois plus importante que celle de Kepler-107 b qui est pourtant de taille similaire, et sa densité est de 12,7. Pour expliquer cette anomalie de densité et de masse, le chercheur Aldo Bonomo et son équipe font l'hypothèse que la planète se serait formée à la suite d'une collision entre deux planètes, de 10 masses terrestres chacune selon les simulations, dont les noyaux se seraient fusionnées ce qui aurait augmenté la masse du noyau du corps final.
Cette hypothèse explique que vu sa densité, elle doit être constituée de 30% de silicates et de 70% de fer. En effet, une collision catastrophique a pu pulvériser les manteaux des deux planètes s'impactant. De même, étant donné qu'elle n'est pas une petite planète dense proche de son étoile, à l'instar de Mercure, son manteau n'a pas pu subir une érosion par photo-évaporation du rayonnement de Kepler-107.